# Tesoro di Bagram

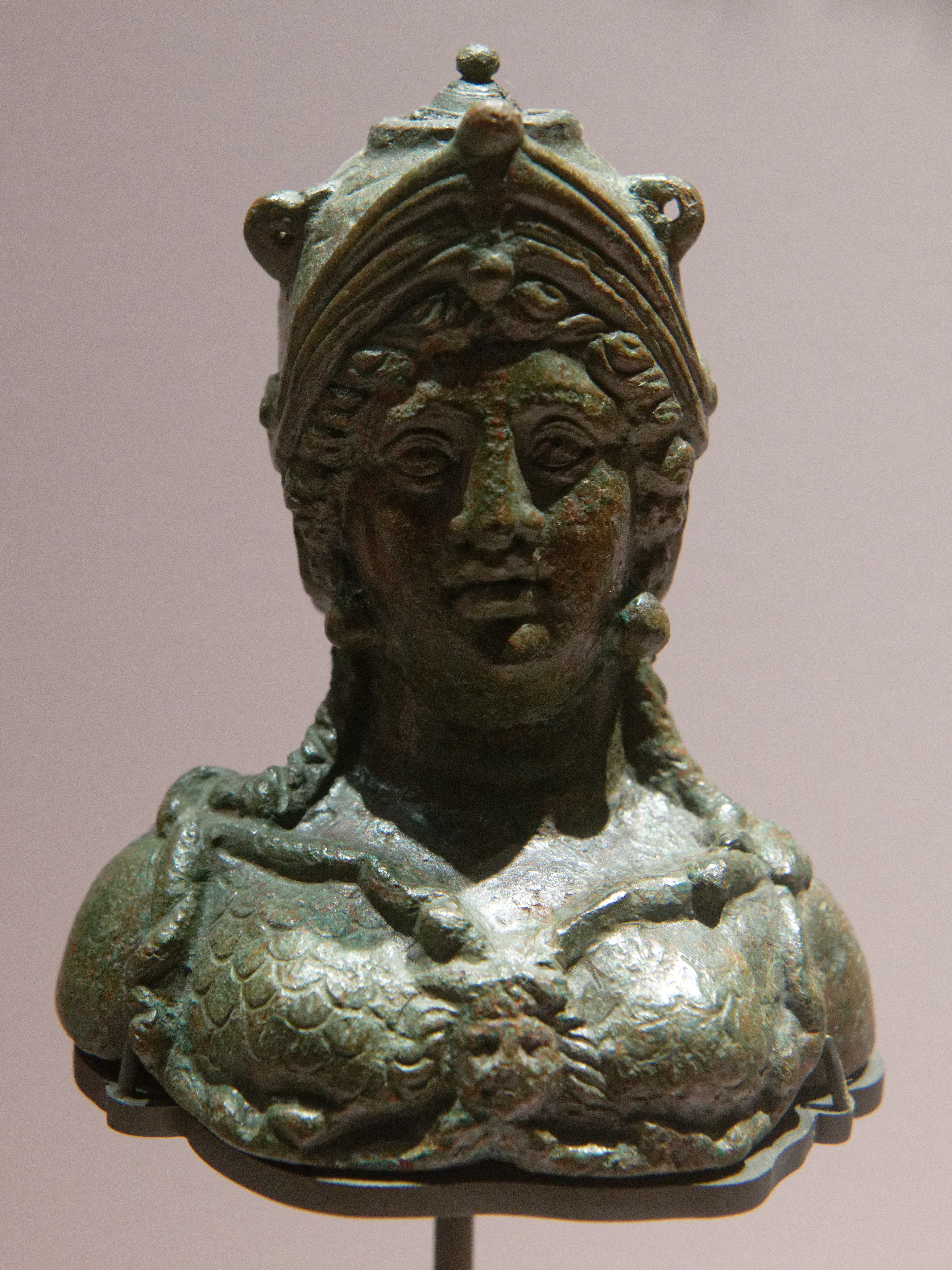
Statuetta di Atena guerriera

Il Tesoro di Bagram è formato da una determinata  quantità di manufatti del I-II secolo d.C. scoperti nell'area dell'antica Kapisa, ossia Bagram, in Afghanistan. La Delegazione archeologica francese in Afghanistan (DAFA) condusse degli scavi nel sito tra il 1936 e il 1940, portando alla luce due camere sigillate, la Sala 10 e la Sala 13. All'interno sono stati portati alla luce numerosi oggetti in bronzo, alabastro, vetro (resti di 180 pezzi), monete e avorio, oltre a resti di mobili e ciotole in lacca cinese. Alcuni mobili erano disposti lungo le pareti, altri impilati o uno di fronte all'altro. In particolare, un'alta percentuale dei pochi vetri smaltati greco-romani sopravvissuti proviene da questa scoperta.
Gli avori di Bagram sono un sottogruppo di oltre mille placchette decorative, piccole figure e intarsi, intagliati in avorio e osso e precedentemente fissati a mobili in legno, che sono stati scavati negli anni Trenta a Bagram, in Afghanistan. Si tratta di esemplari rari e importanti dell'arte Kushan del I o II secolo d.C., che attestano i gusti cosmopoliti e il mecenatismo dei dinasti locali, la raffinatezza dell'artigianato contemporaneo e l'antico commercio di beni di lusso.

## Storia
L'antica città di Kapisa (vicino all'odierna Bagram), in Battria, era la capitale estiva dell'Impero Kushan, che si estendeva dall'Afghanistan settentrionale all'India nord-occidentale tra il I e il IV secolo. A circa ottanta miglia da Kabul, la città, in posizione strategica, dominava due passi attraverso l'Hindu Kush, collegando la Battria con il Gandhāra (l'odierno Pakistan nord-orientale).
I reperti sono stati divisi, secondo il sistema del partenariato, tra il Musée Guimet e il Museo Nazionale dell'Afghanistan di Kabul. Dopo la chiusura del Museo di Kabul nel 1978, il luogo in cui si trovavano gli avori era incerto e molti oggetti furono saccheggiati negli anni '90.
Alcuni degli oggetti mancanti sono stati ritrovati nel 2004 e un altro gruppo di venti pezzi, commercializzati illecitamente da commercianti di antichità, è stato successivamente recuperato e sta per essere rimpatriato. Dopo un trattamento conservativo al British Museum, sono stati esposti nel 2011.

## Principali manufatti

### Vetro

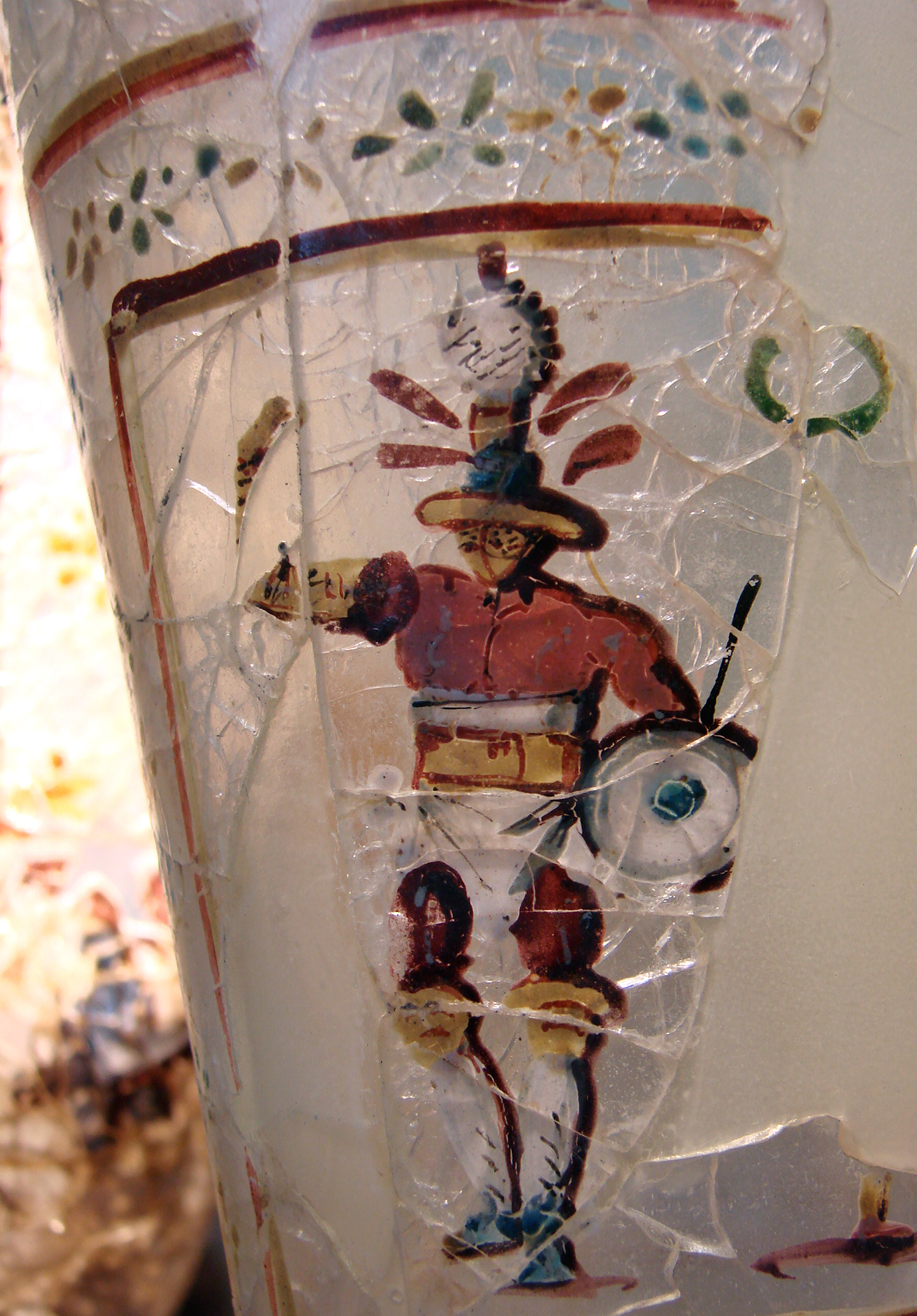
Vetro dipinto romano con scena di gladiatori.
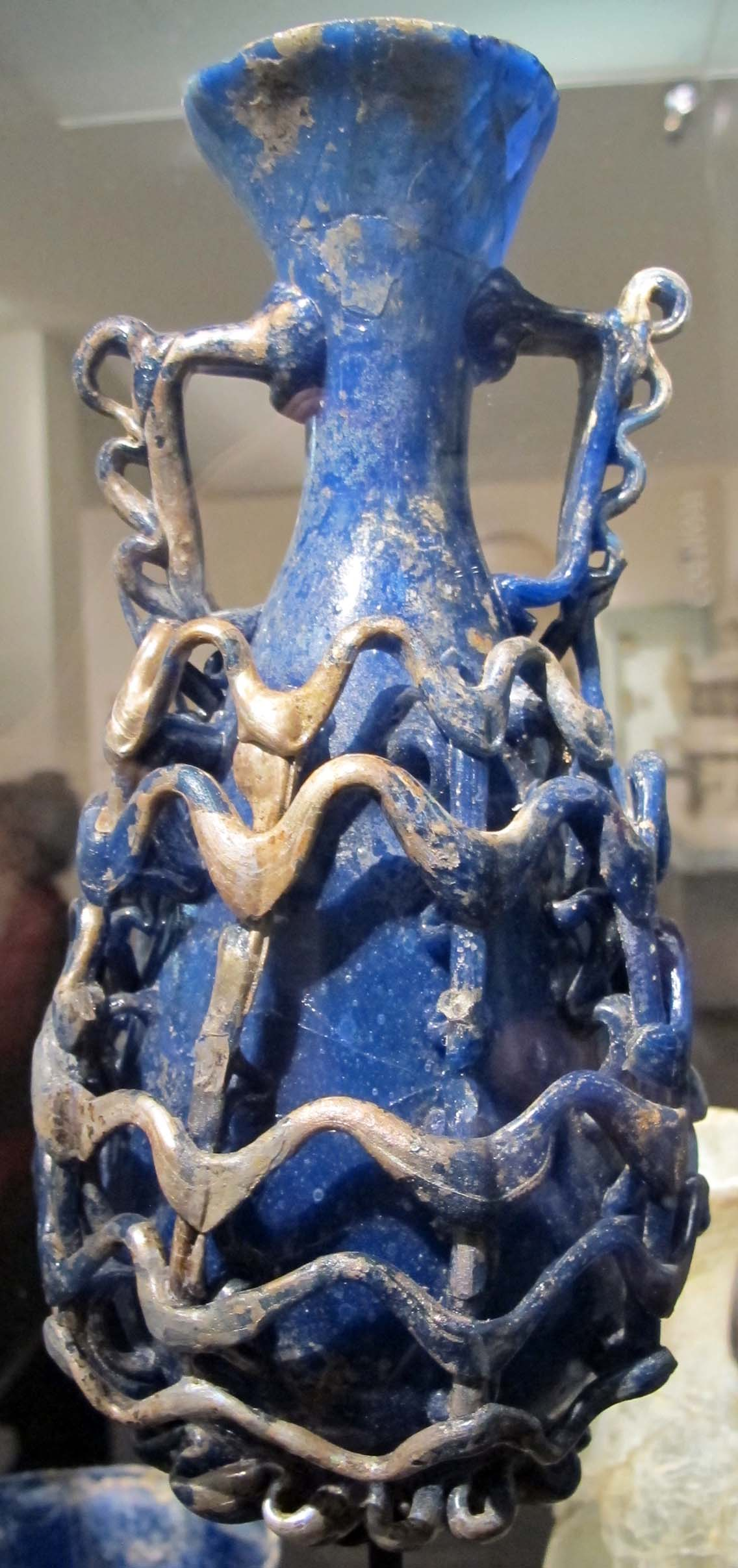
Bottiglia ansata, vetro soffiato.
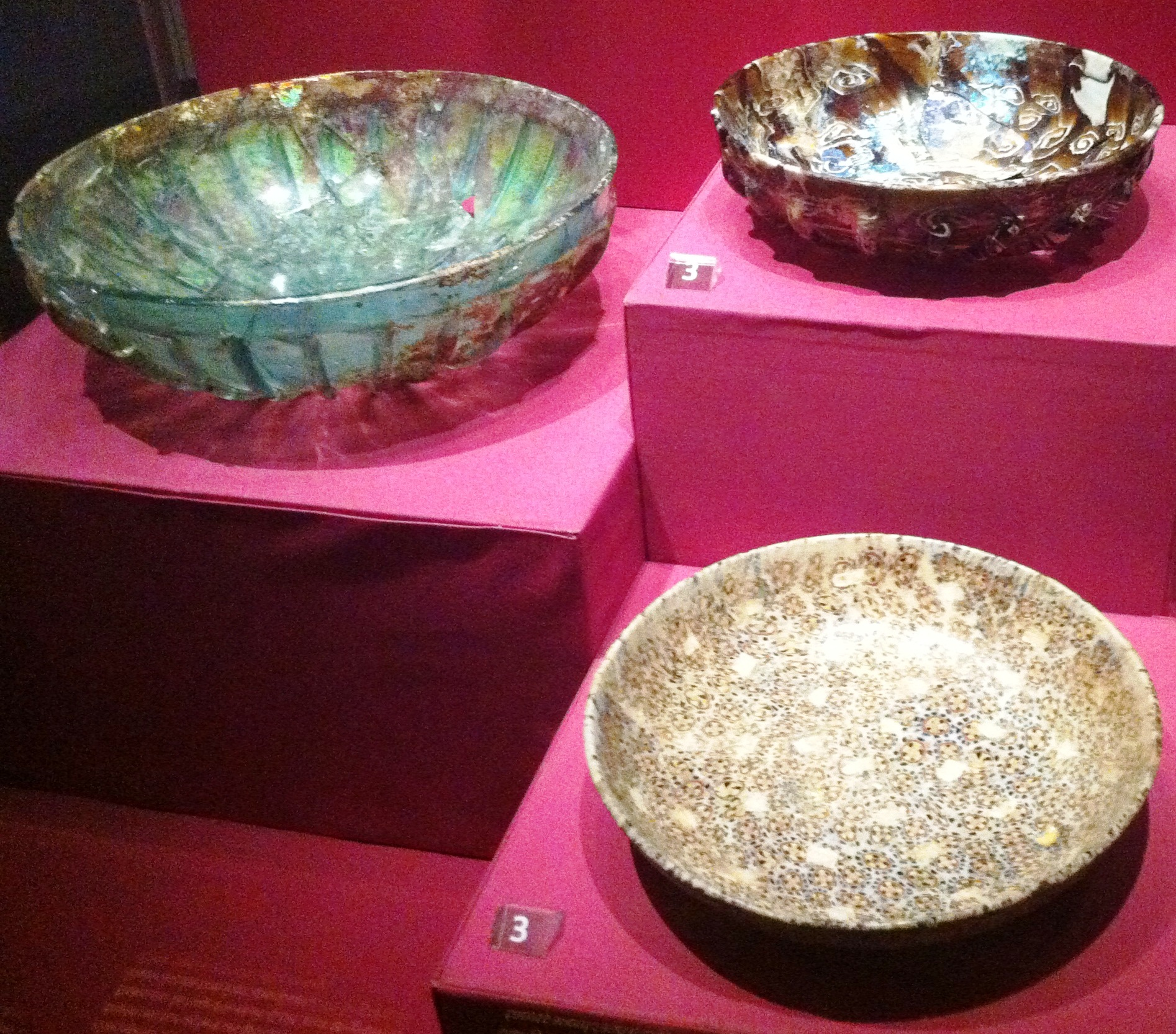
Coppe di vetro colorato.
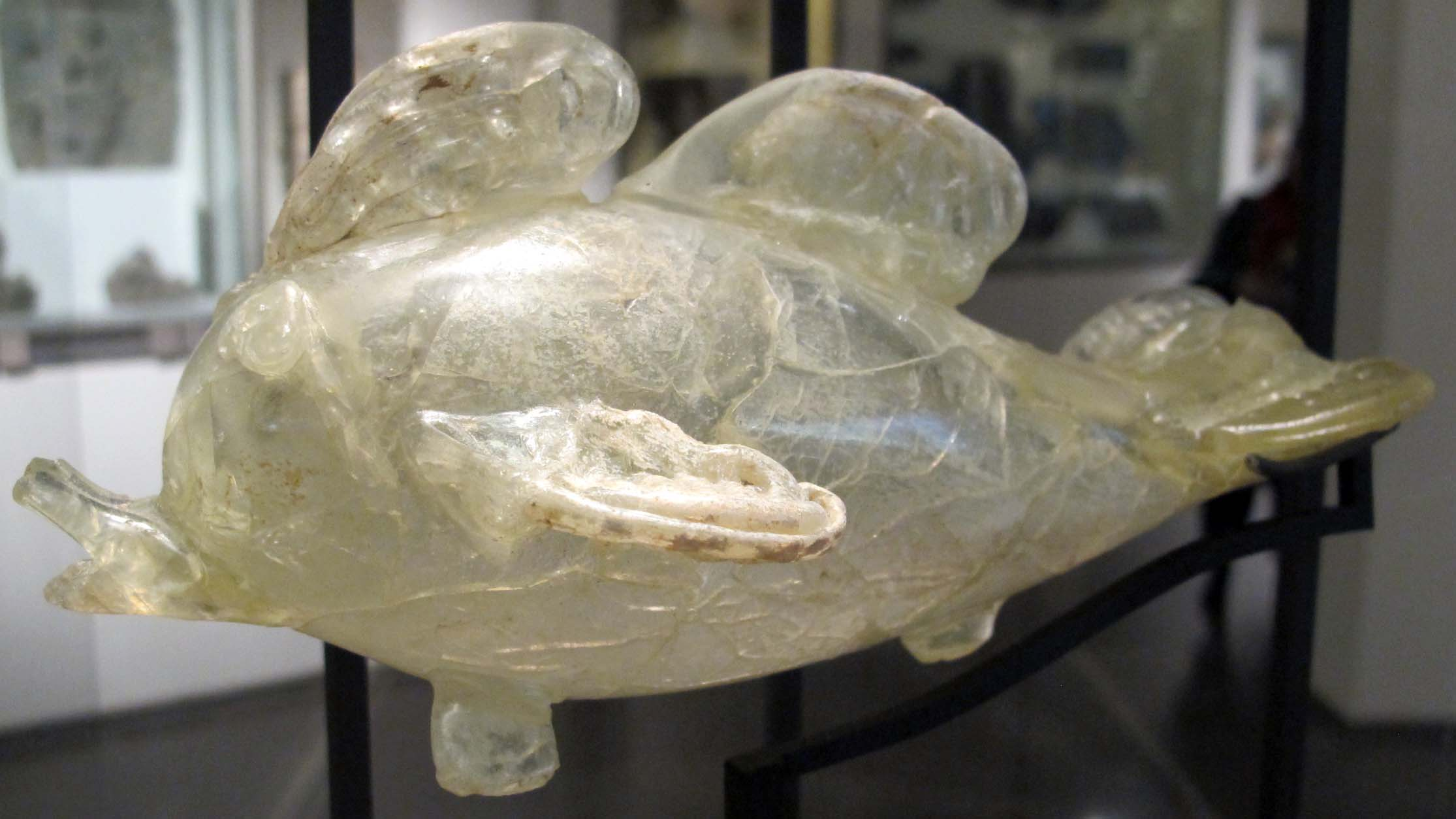
Flacone ittiomorfo, vetro soffiato.

### Avorio

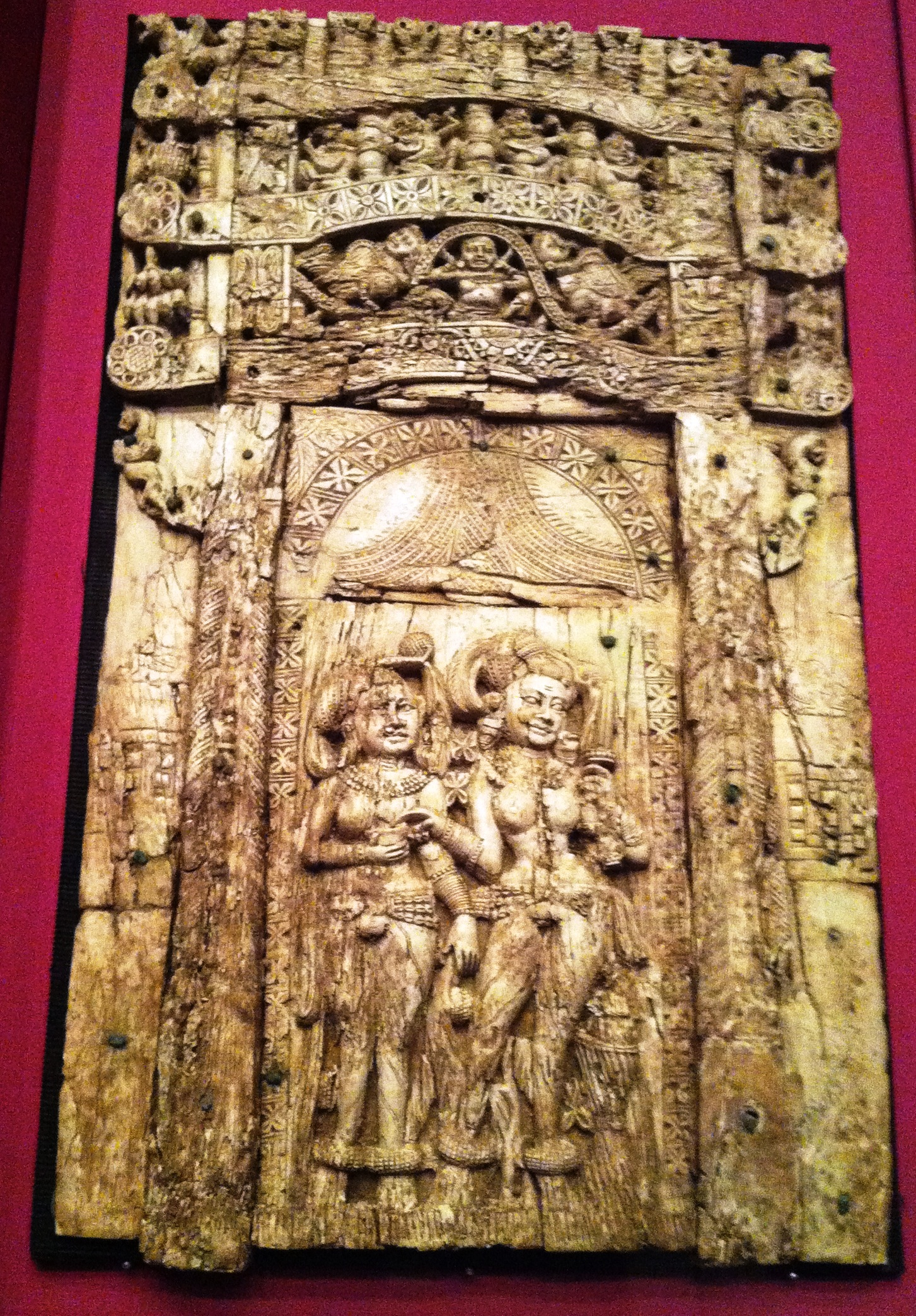
Placca d'avorio.
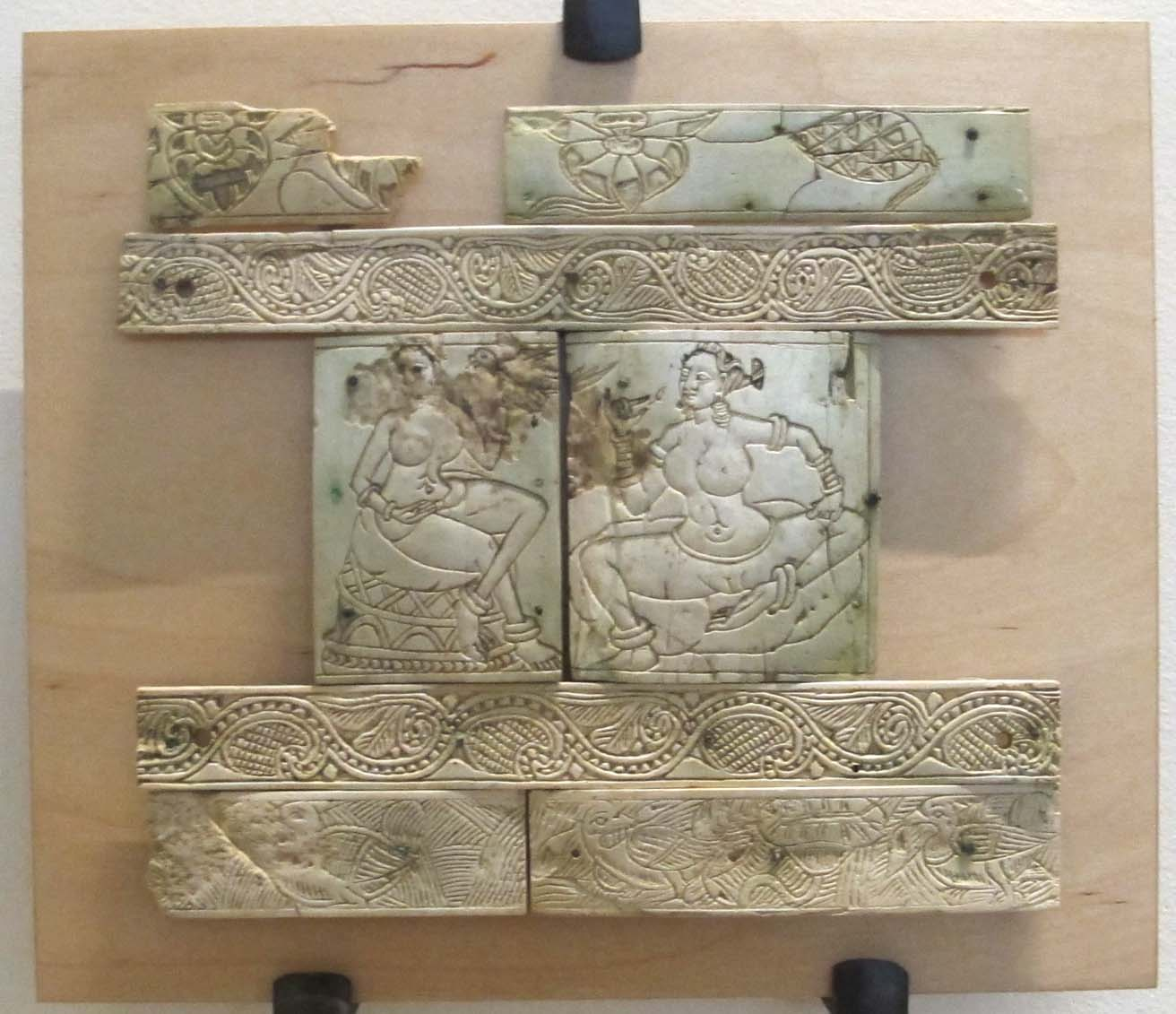
Placca d'avorio.
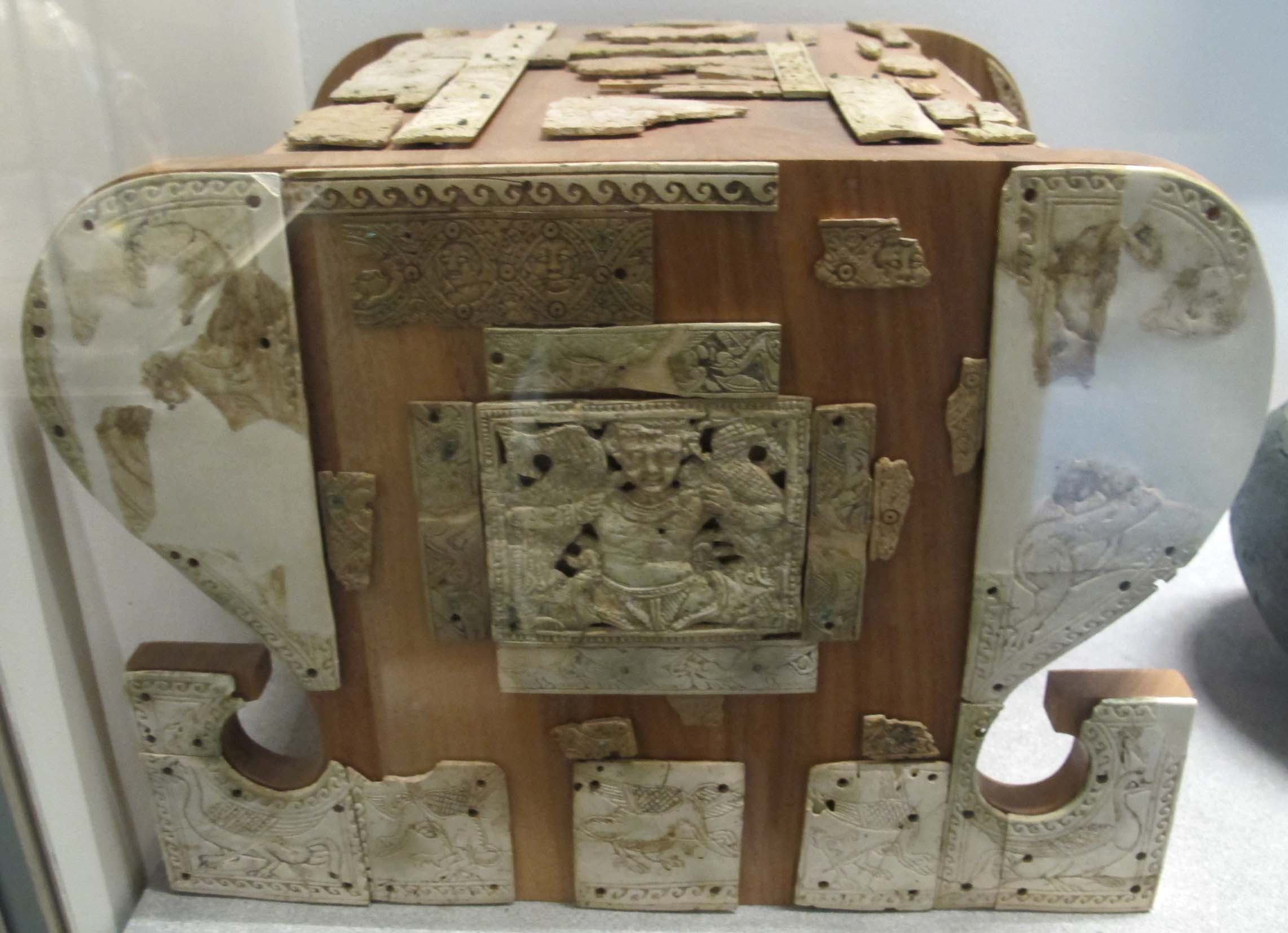
Cofanetto d'avorio.
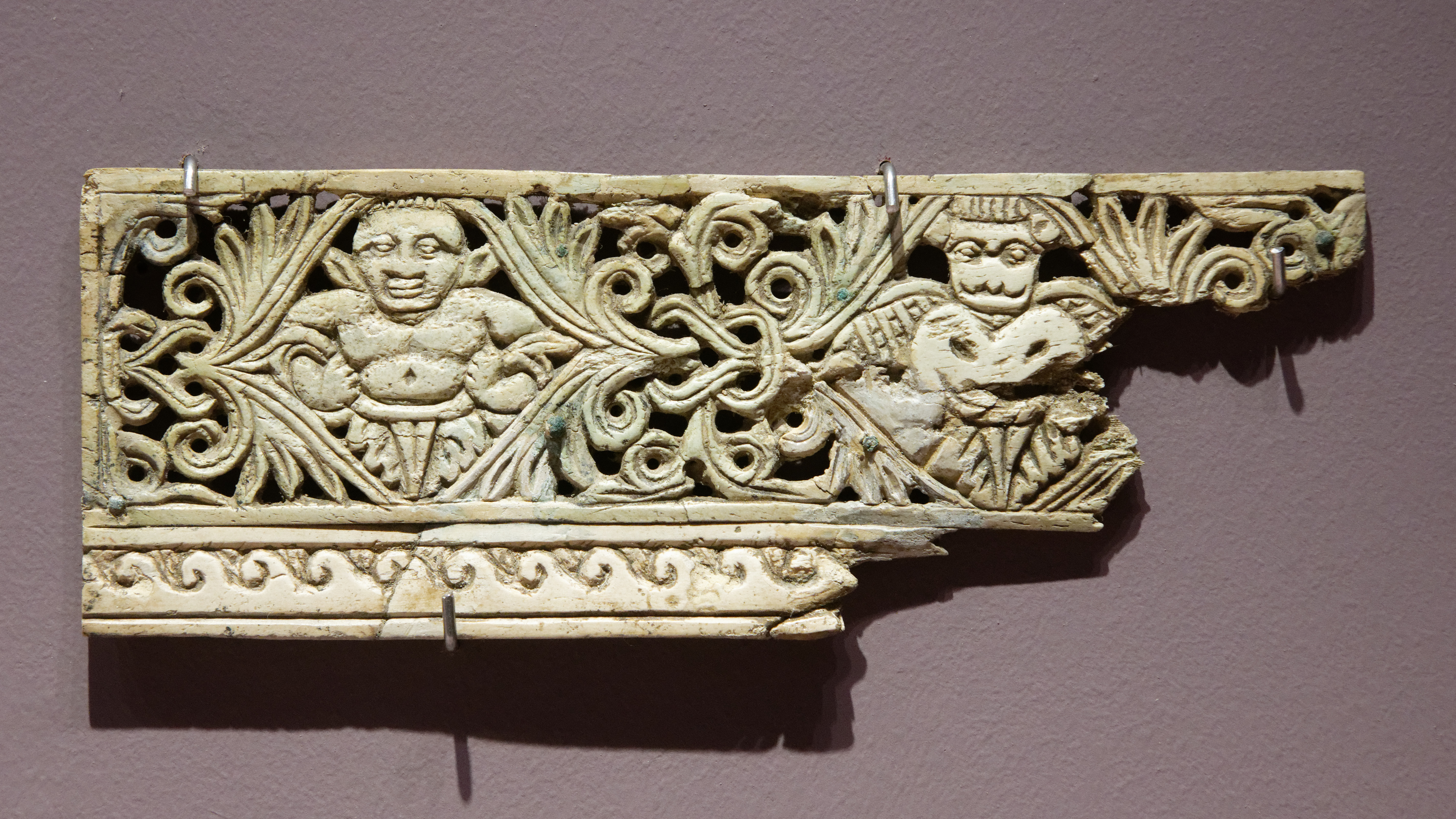
Ivory furniture part, Begram Hoard, Guimet Museum (MA230).

### Plastica

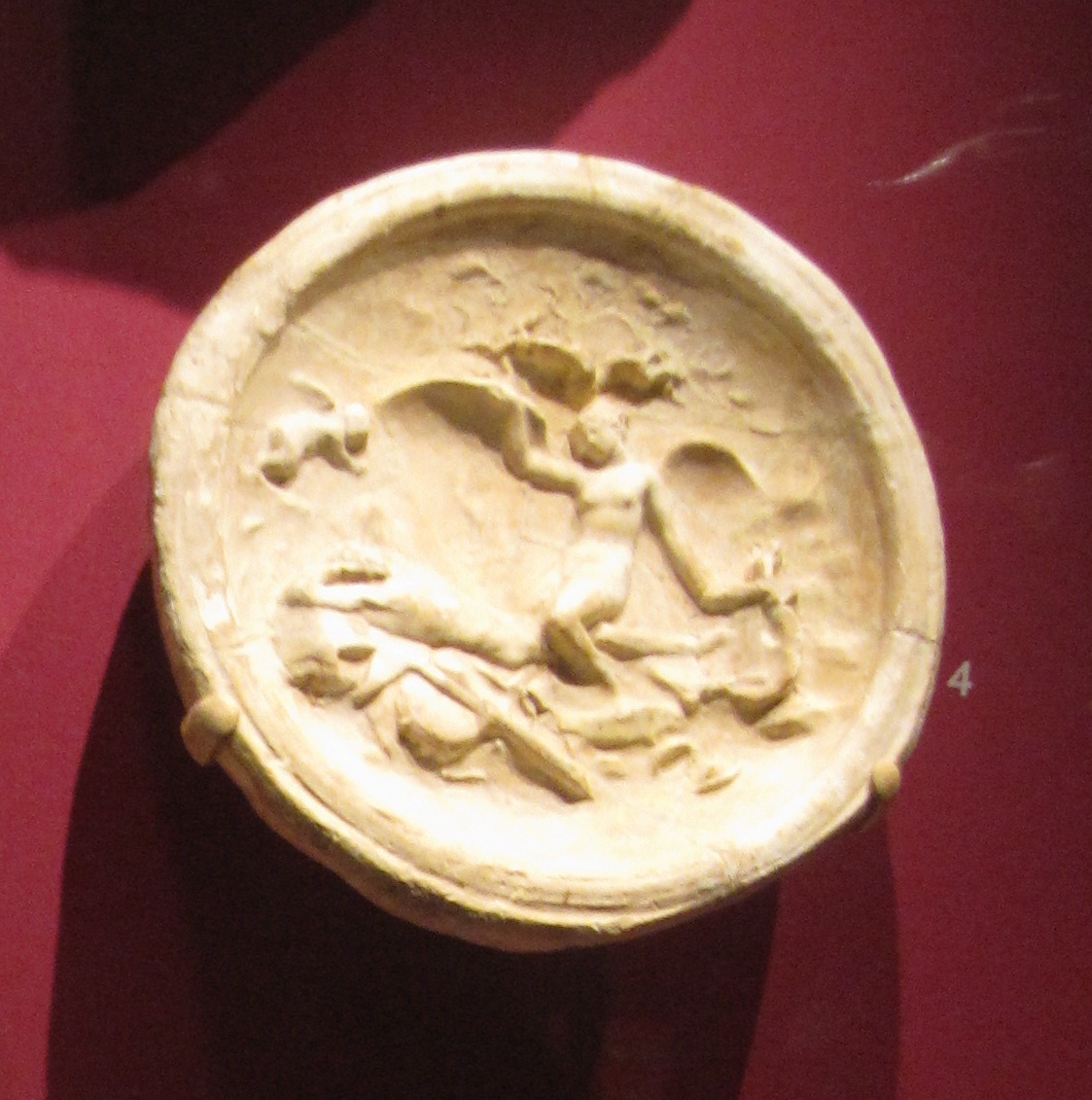
Emblema con Endimione e Selene
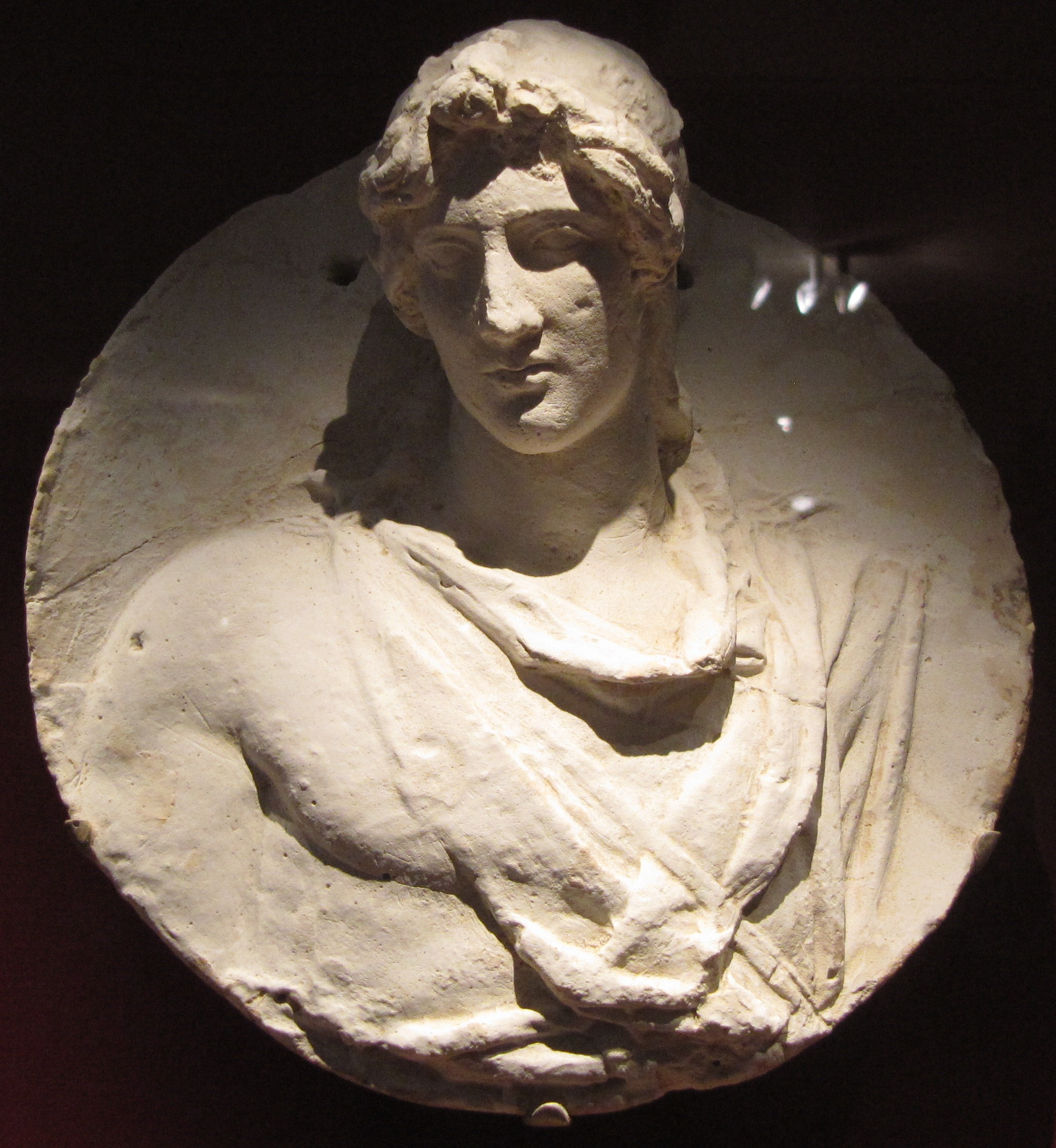
Medaglione

### Altri materiali

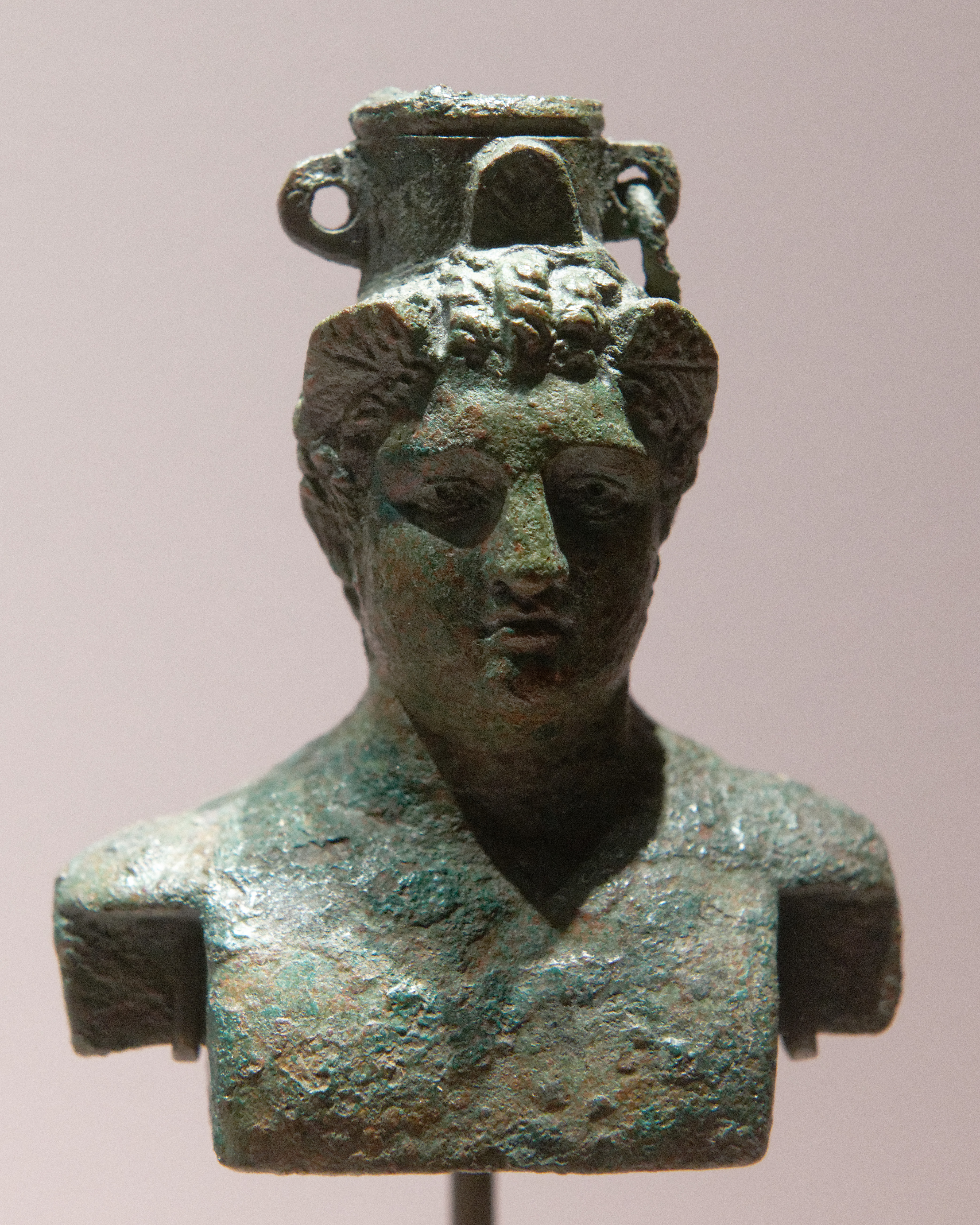
Mercurio, Museo Guimet MG21230.
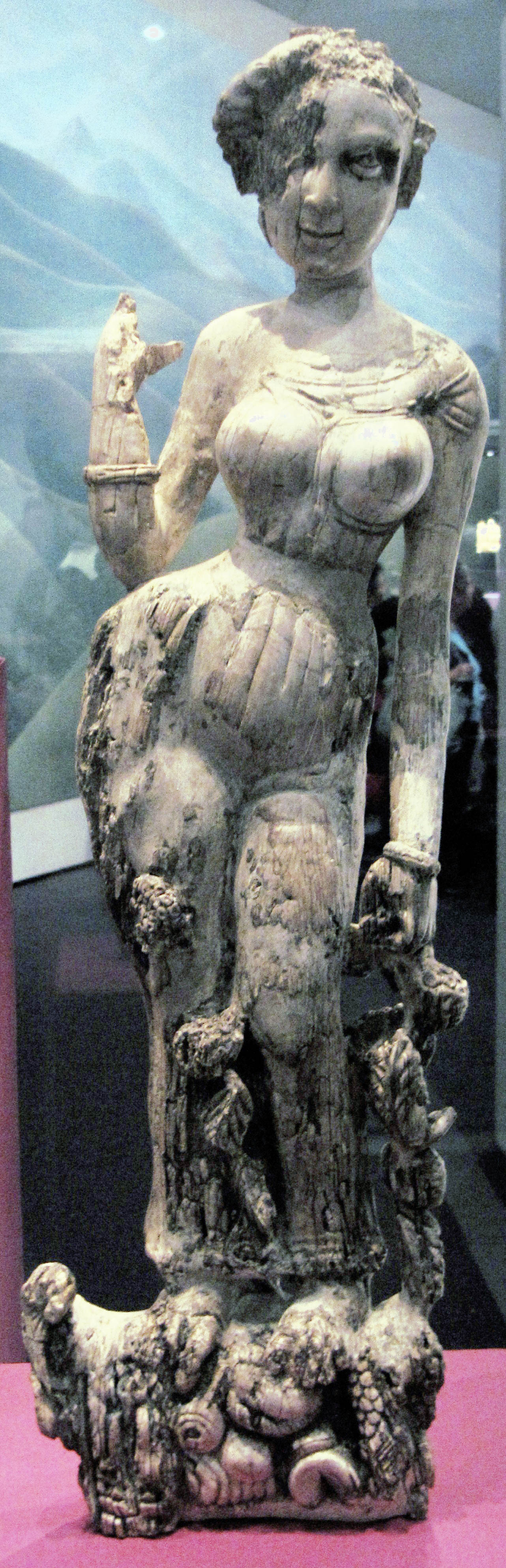
Yakshini sopra un makara.